# Sân vận động Nissan (Yokohama)

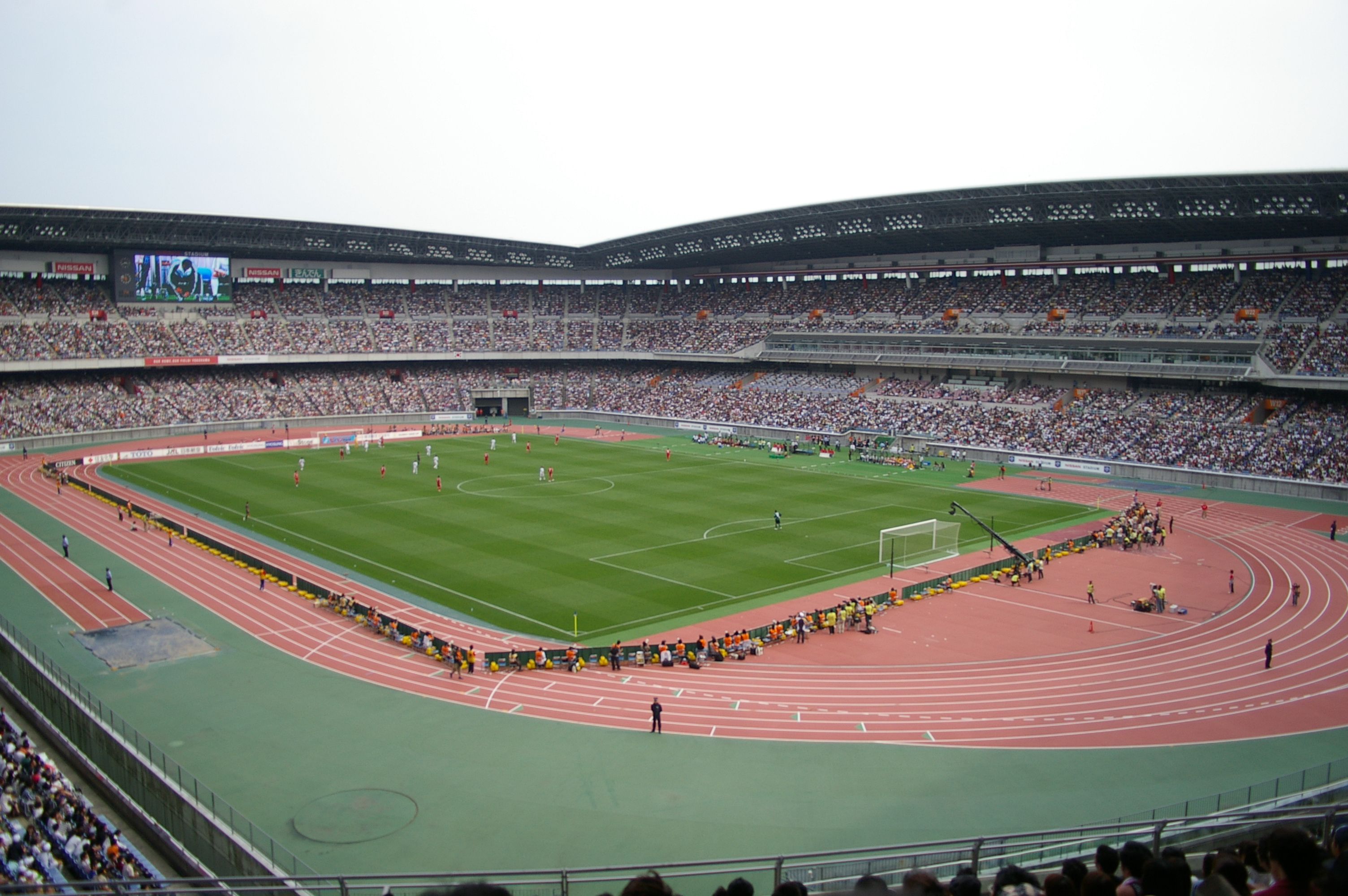
Bên trong sân vận động

Sân vận động Nissan (日産スタジアム (Nhật Sản Stadium) Nissan Sutajiamu, quyền đặt tên được thuê bởi Nissan Motors), tên không tài trợ là Sân vận động Quốc tế Tổng hợp Yokohama (横浜国際総合競技場 (Hoành Tân Quốc tế Tổng hợp Cạnh kỹ trường) Yokohama Kokusai Sōgō Kyōgi-jō, tên tiếng Anh: International Stadium Yokohama), là một sân vận động đa chức năng ở Yokohama, Kanagawa, Nhật Bản. Sân được khánh thành vào tháng 3 năm 1998. Đây là sân nhà của Yokohama F. Marinos của J1 League.
Sân vận động Quốc tế Tổng hợp Yokohama có sức chứa chỗ ngồi cao nhất so với bất kỳ sân vận động nào ở Nhật Bản trong 21 năm, với tổng sức chứa 75.000 chỗ ngồi, cho đến khi Sân vận động Quốc gia Mới ở Tokyo được khánh thành vào tháng 11 năm 2019. Sân đã tổ chức ba trận đấu vòng bảng trong giải vô địch bóng đá thế giới 2002 và trận chung kết giữa Đức và Brasil đã được diễn ra ở đây vào ngày 30 tháng 6 năm 2002. Sân vận động là một trong những địa điểm bóng đá được lên kế hoạch cho Thế vận hội Mùa hè 2020. Sân vận động này cũng đã được chọn là một trong những địa điểm tổ chức Cúp bóng bầu dục thế giới 2019 và đã tổ chức trận chung kết của giải đấu. Quyết định này được Liên đoàn rugby thế giới đưa ra sau khi Nhật Bản tuyên bố rằng Sân vận động Quốc gia mới được đề xuất sẽ không được hoàn thành kịp thời.
Vào ngày 28 tháng 8 năm 2009, Nissan Motors thông báo rằng tập đoàn sẽ không gia hạn hợp đồng về quyền đặt tên của sân vận động, vốn sẽ hết hạn vào ngày 28 tháng 2 năm 2010. Nhưng các cuộc đàm phán với thành phố vẫn được tiếp tục, và một thỏa thuận mới trong ba năm nữa đã được ký kết. Vào ngày 28 tháng 2 năm 2013, Thành phố Yokohama với tư cách là chủ sở hữu sân vận động đã gia hạn hợp đồng 3 năm từ ngày 1 tháng 3 năm 2013 đến ngày 29 tháng 2 năm 2016 trong một hợp đồng trị giá 150 triệu yên một năm. Vào ngày 1 tháng 12 năm 2015, Thành phố Yokohama đã gia hạn hợp đồng 5 năm từ ngày 1 tháng 3 năm 2016 đến ngày 28 tháng 2 năm 2021 trong một thỏa thuận khác trị giá 150 triệu yên một năm.